# Aroffe (rivière)
Pour les articles homonymes, voir Aroffe (homonymie).
L’Aroffe  (/a.ʁɔf/), ou Goulot de Meuse , est une  rivière du Nord-Est de la France qui coule en région Grand Est et qui présente la particularité d'appartenir à la fois au bassin versant de la Meuse et à celui du Rhin par la Moselle en raison de pertes importantes au niveau de son cours moyen.

## Géographie
D'une longueur de 50,2 km, l'Aroffe prend sa source dans le département de Meurthe-et-Moselle à l’est de Tramont-Lassus sur le territoire de la commune de Beuvezin et se dirige vers le nord-ouest pour atteindre Tramont-Émy où son cours s'infléchit vers l'ouest en direction de Tramont-Saint-André. Coulant toujours vers l'ouest, elle sert brièvement de frontière entre le département de Meurthe-et-Moselle et celui des Vosges avant de pénétrer dans ce dernier pour arroser Aroffe. Elle se dirige alors vers le nord et retrouve la Meurthe-et-Moselle où elle parvient à Gémonville, terme de son cours supérieur. C'est au sortir de cette commune qu'elle s'assèche, sauf en période de crue, et que débute son cours moyen, intermittent. En effet dès la sortie de Gémonville, ses eaux disparaissent dans le sous-sol, plus ou moins totalement selon le débit. De très nombreuses autres pertes existent au long des treize kilomètres que parcourt son lit régulièrement à sec jusque Harmonville. Le lit aérien de l'Aroffe passe ensuite à Autreville et gagne Barisey-au-Plain, en Meurthe-et-Moselle. La rivière ressurgit là de manière permanente et coule ensuite vers le nord-ouest tout au long de son cours inférieur. Elle passe à Allamps, Vannes-le-Châtel, Uruffe, Gibeaumeix, pénètre dans le département de la Meuse, arrose Rigny-Saint-Martin et se jette dans la Meuse à Rigny-la-Salle.

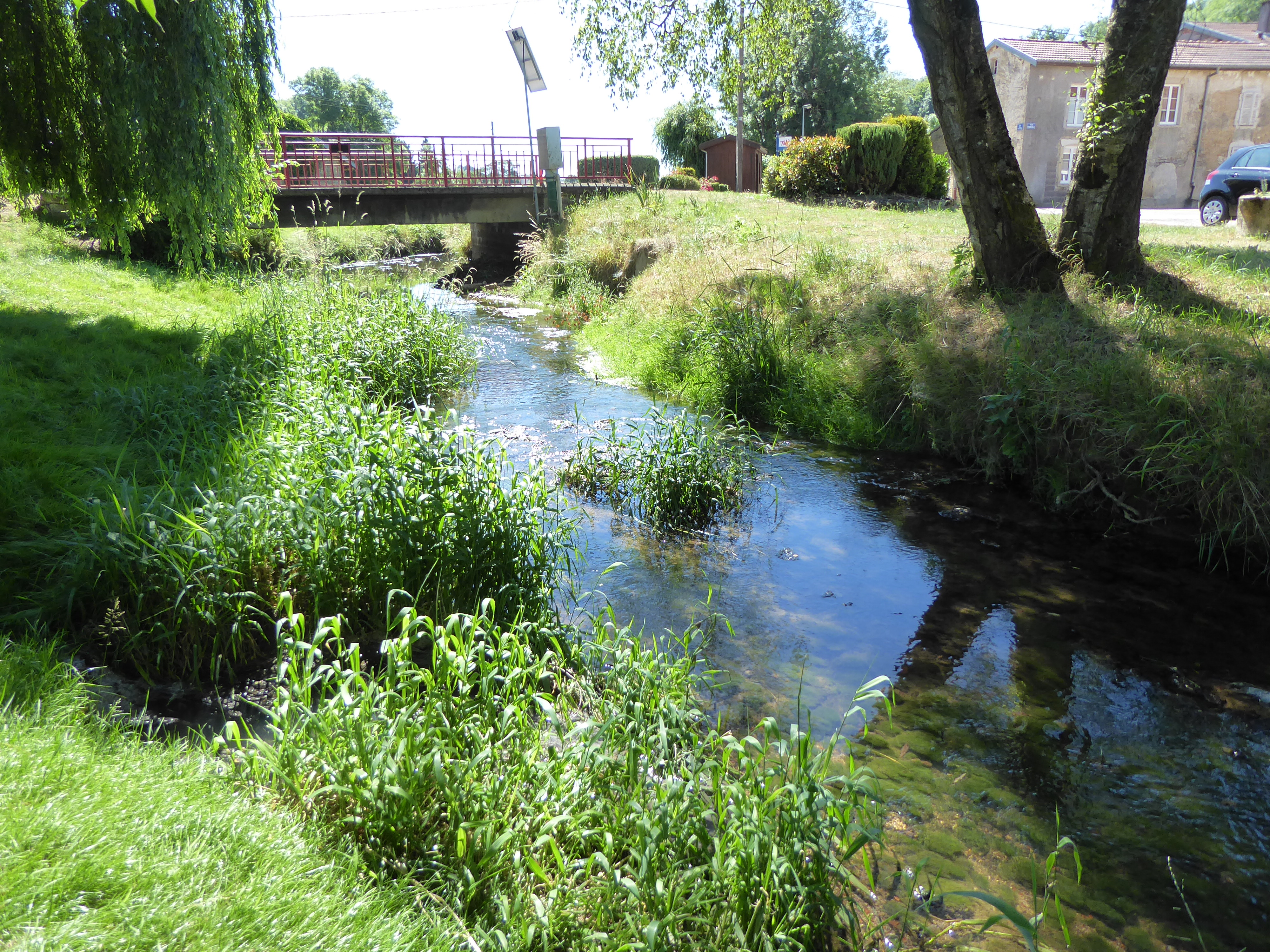
L'Aroffe à Aroffe.
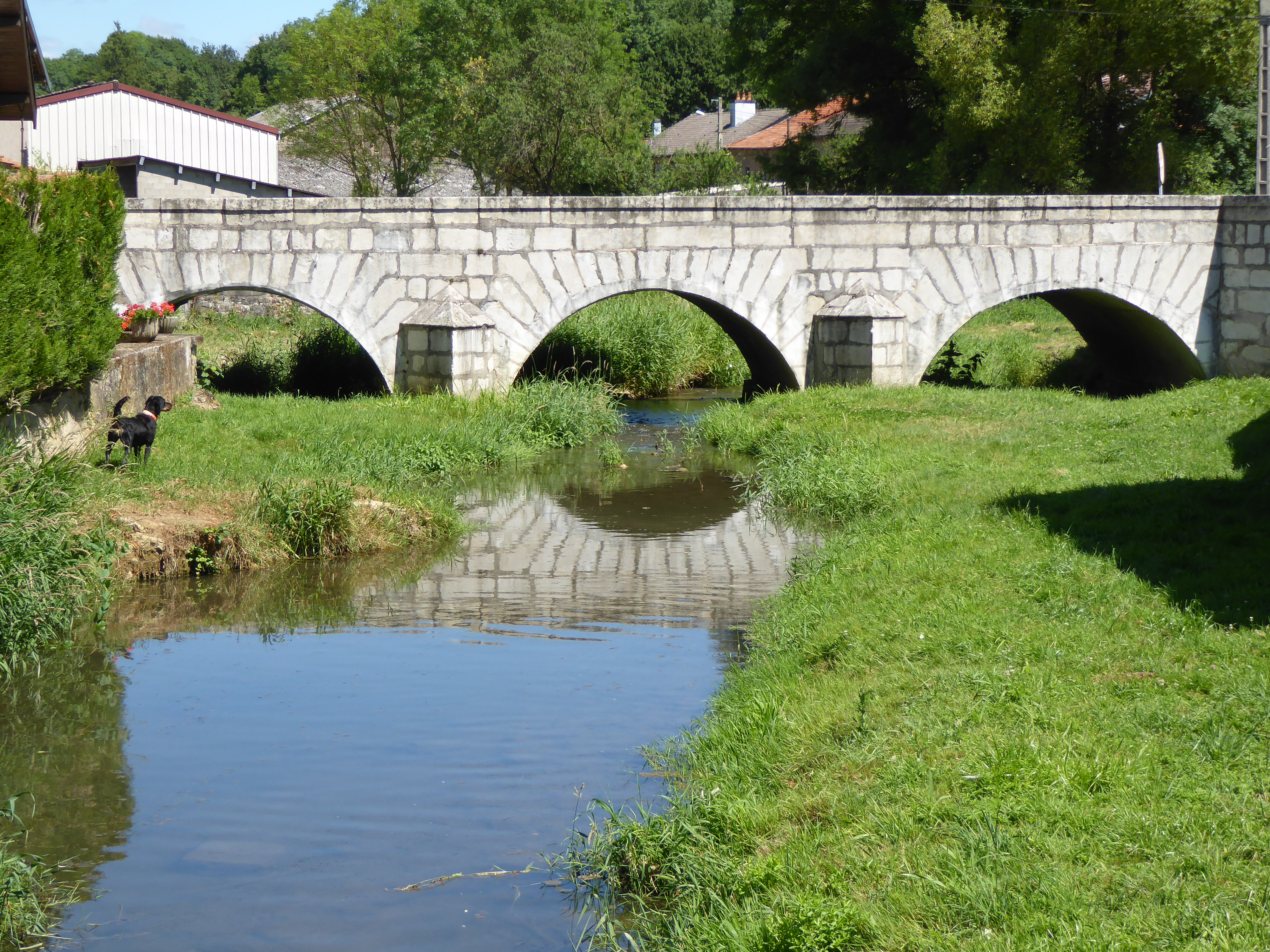
Pont sur l'Aroffe à Gémonville.
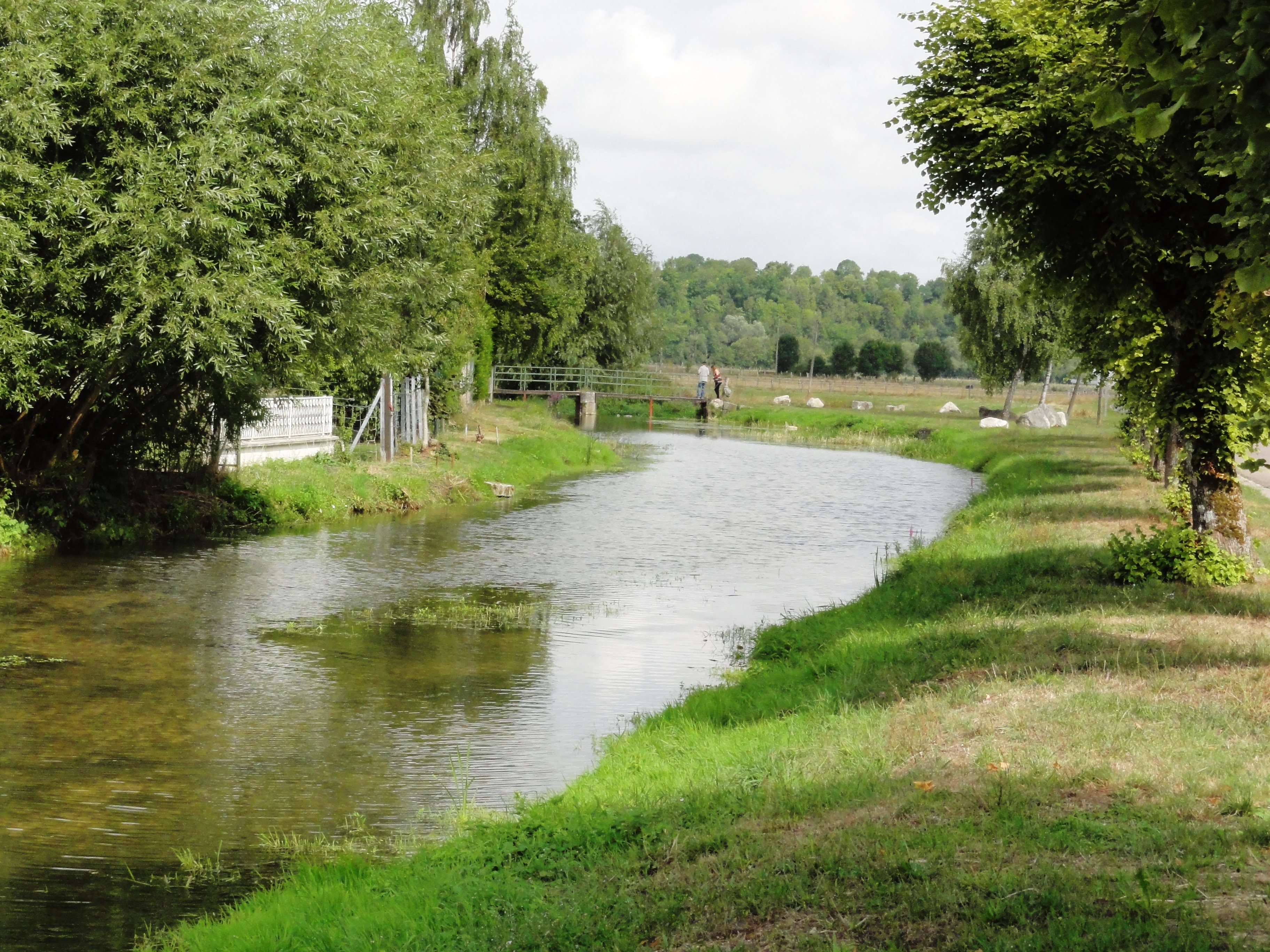
L'Aroffe à Rigny-la-Salle.

## Hydronymie
Le nom de la rivière est attesté sous les formes fluviolo quae dicitur Urofia en 883, fluvius Arusia au Xe siècle, à lire probablement *Arufia.
De l’hydronyme pré-celtique ar, « cours d’eau», et suffixe celtique uvius, donnant *ar-uvia (aqua), « eau courante ».

## Toponymie
Le nom de la rivière serait passé aux noms de lieux Aroffe et Uruffe.

## Hydrologie
L'Aroffe prend sa source sur des terrains constitués de marnes micacées imperméables du Toarcien et son cours s'oriente selon le pendage des couches géologiques du bassin parisien (type cataclinal). De ce fait, la rivière coupe la côte de Moselle au sud (cours supérieur) et la côte de Meuse au nord (cours inférieur). En arrivant à Gémonville, sur le revers de la côte de Moselle, elle atteint des calcaires à polypiers du Bajocien fortement diaclasés, donc perméables, et s'engouffre alors dans le réseau karstique du sous-sol qu'elle contribue à creuser avec d'autres cours d'eau de la région.
Une première perte se produisait, jusqu'au début du XXe siècle, au milieu du village de Gémonville, emplacement au-dessus duquel avait été construit un moulin, mais le gouffre ayant été comblé en 1901 pour des raisons de sécurité, l'Aroffe poursuit désormais son cours jusqu'à une centaine de mètres en aval où ses eaux sont, la plupart du temps, totalement englouties (pertes du Moche et du Haut du Moche). Cependant, en cas de crue importante, ces diaclases ne peuvent absorber la totalité des eaux de l'Aroffe dont l'excédent continue à couler en surface vers Harmonville mais finit par disparaître en fond de vallée, notamment à la Fosse des Soldats et dans le trou du Fond de la Souche,,,,. Depuis 2021 l'Union spéléologique de l'agglomération nancéienne travaille en partenariat avec l’institut polytechnique UniLaSalle de Beauvais à déterminer le cours souterrain par des méthodes de tomographie électrique au niveau du Fond de la Souche.
À Autreville, le lit aérien de l'Aroffe passe au-dessus d'un site d’estavelle, les Fosses — fonctionne alternativement en perte ou en exsurgence —, qui sert d'exutoire lorsque le réseau karstique sous-jacent est plein.
Des expériences de coloration ont mis en évidence plusieurs points suspectés depuis plusieurs siècles  : 
- Les pertes subies par l'Aroffe à Gémonville ressurgissent près de Toul à Pierre-la-Treiche (source de la Rochotte) et Bicqueley pour se jeter dans la Moselle à 30 kilomètres au nord de leur disparition.
- Des communications souterraines existent avec les Fosses d'Autreville (à 9 km), avec les Deuilles (exsurgence) de Crézilles (19 km) et de Moutrot ainsi que le Trou des Glanes à Moutrot ou le Trou de Chahalot[11].

Ainsi, l'Aroffe présente la particularité d'avoir deux bassins versants : l'un, aérien et temporaire, qui s'écoule vers la Meuse, l'autre, souterrain et pérenne, vers la Moselle.

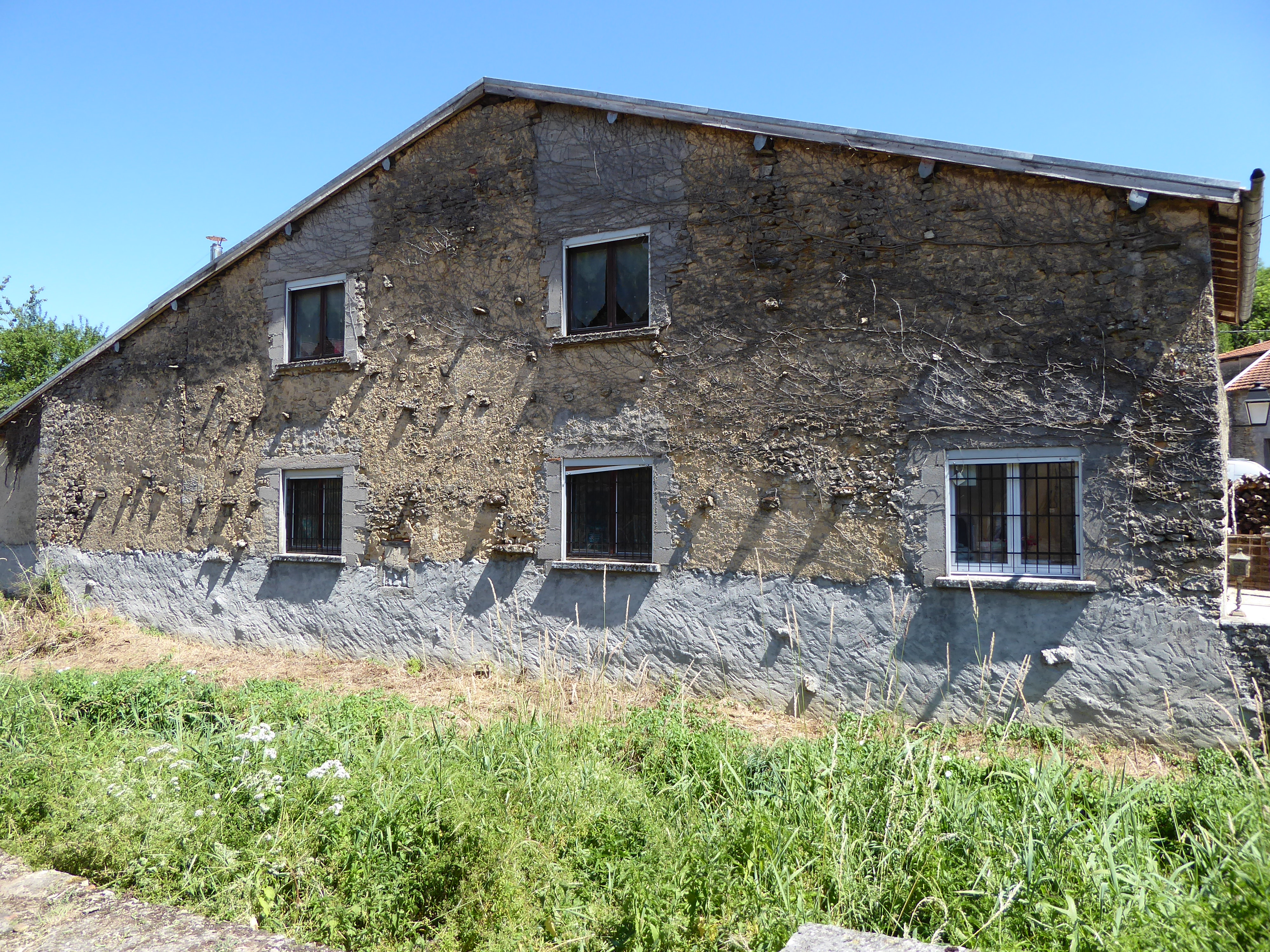
Ancien moulin de Gémonville situé au bord du gouffre comblé en 1901.
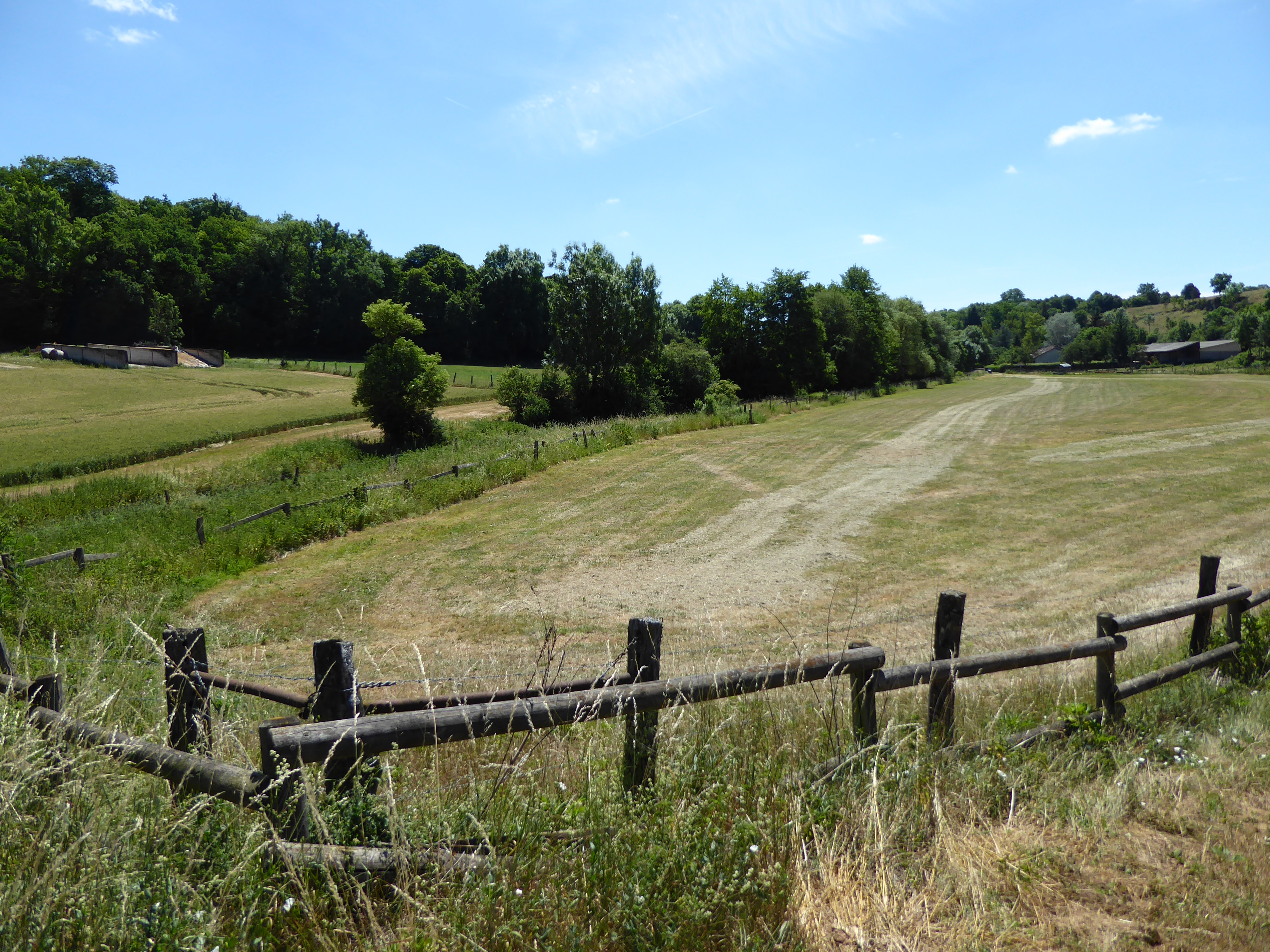
Site de la perte du Moche.
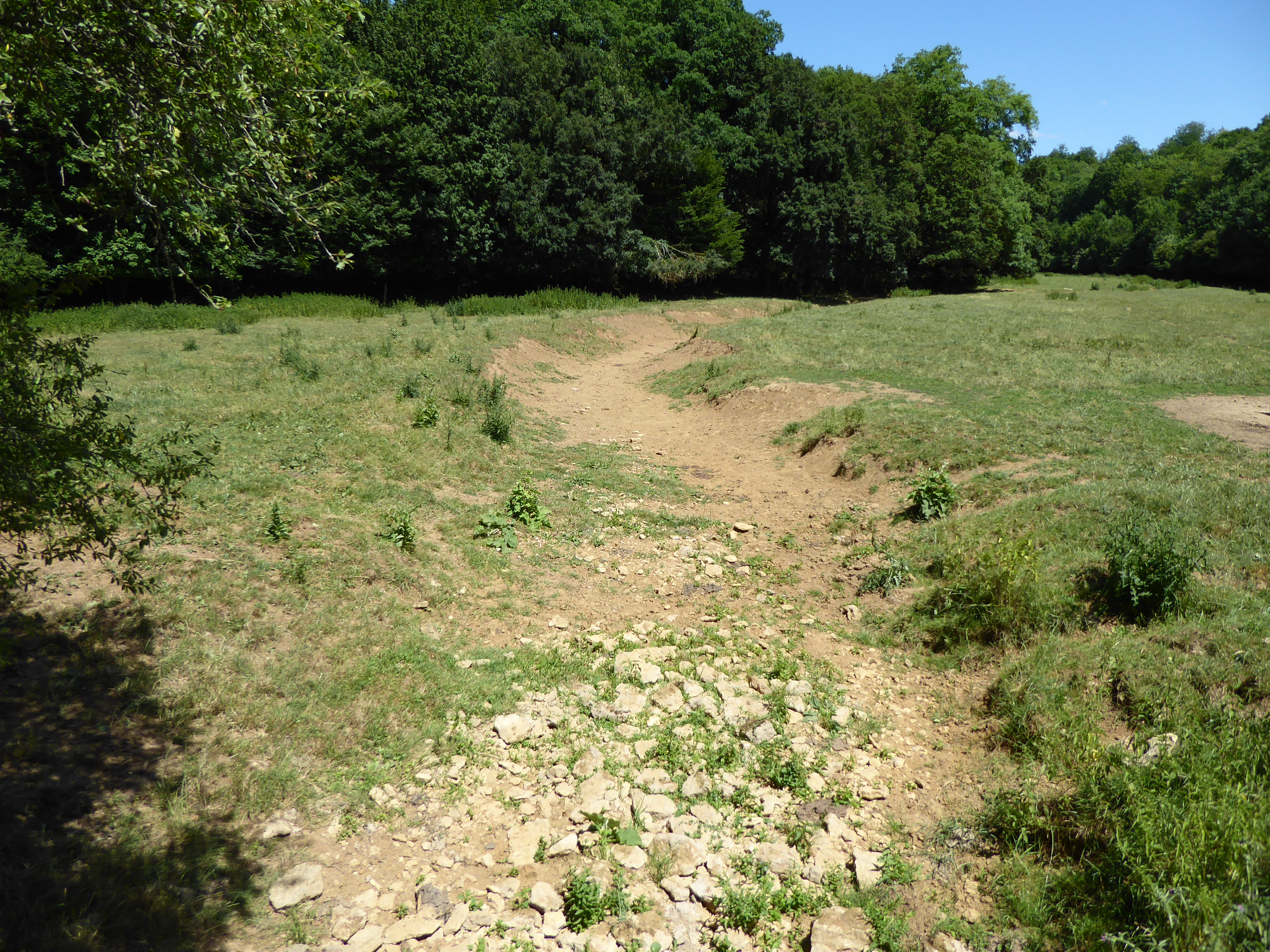
Lit de l'Aroffe à sec à un kilomètre en aval de Gémonville.

Le module de la rivière au confluent de la Meuse vaut 0,825 m3/s pour un bassin versant de 265,4 km2. 

### Lame d'eau et débit spécifique
La lame d'eau écoulée dans le bassin est de seulement 98 millimètres par an[réf. nécessaire], ce qui est extrêmement bas pour la région et dû aux pertes importantes dans le sous-sol. Son débit spécifique ou Qsp se monte dès lors à un petit 3,11 litres par seconde et par kilomètre carré[réf. nécessaire].

### L'Aroffe à Aroffe
L'Aroffe a été observée à la station B2012010 L'Aroffe à Aroffe depuis 1979, pour un bassin versant de 38,5 km2, à 350 m d'altitude
Le module ou moyenne annuelle de son débit y est de 0,372 m3/s.

### L'Aroffe à Vannes-le-Châtel
L'Aroffe a été observée à la station B2042010 L'Aroffe à Vannes-le-Châtel depuis 1969, pour un bassin versant de 198 km2, à 266 m d'altitude
Le module ou moyenne annuelle de son débit y est de 0,650 m3/s.

## Principaux affluents
- Le Vicherey ou ruisseau des Moulins.

## Faune

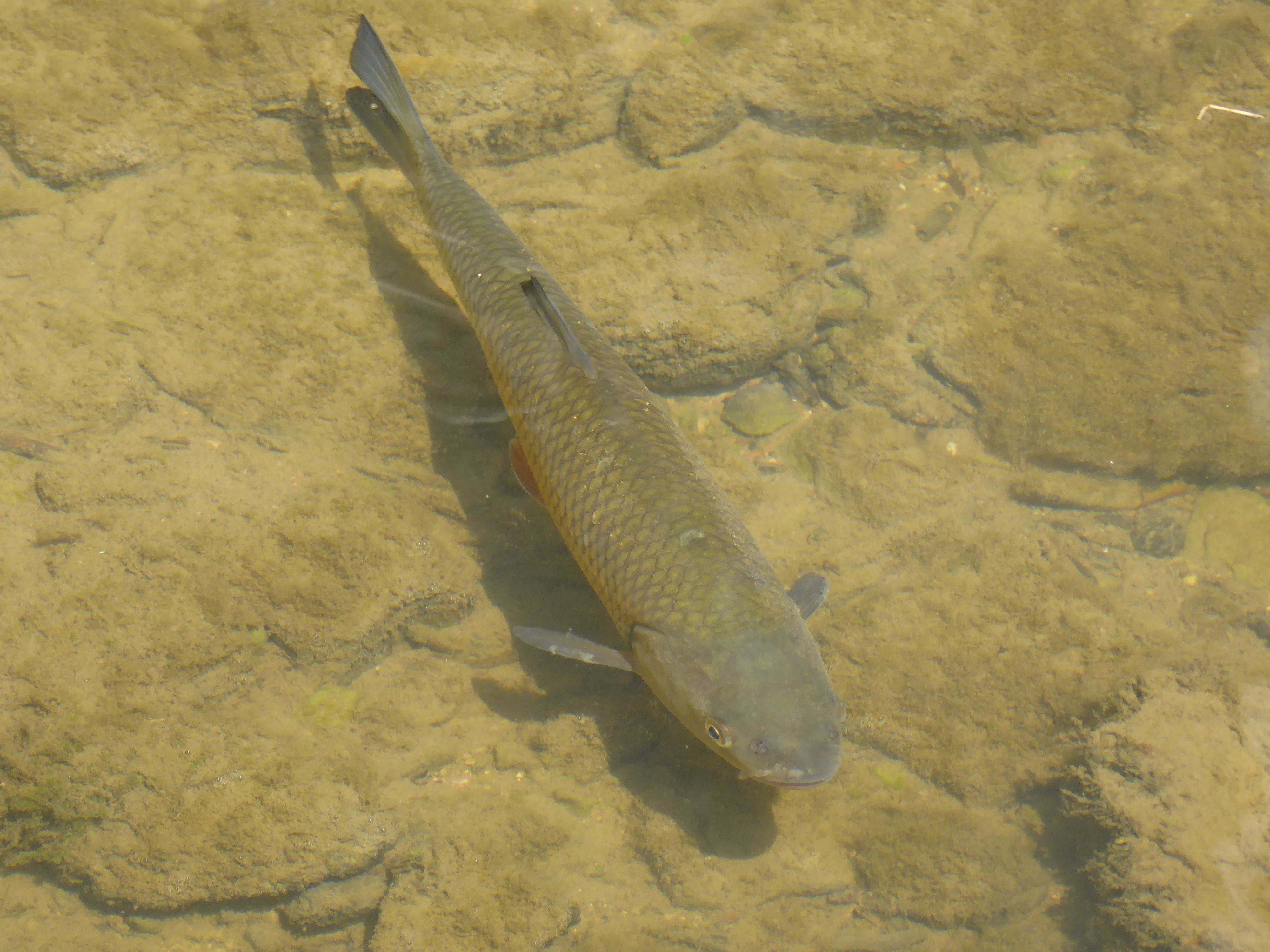
Un chevesne dans l'Aroffe à Gémonville.

Plusieurs espèces de poissons fréquentent le cours supérieur de l'Aroffe, notamment la truite fario, l'épinoche, le goujon, la loche franche, le chabot, le brochet, le gardon et la perche commune. Des écrevisses y étaient présentes jusque dans les années 1970. L'Aroffe est un cours d'eau de première catégorie piscicole et la pêche y est autorisée de mi-mars à fin septembre.